# Nieve Airport
Nieve Airport är en flygplats i Bolivia.   Den ligger i departementet Beni, i den centrala delen av landet, 600 km norr om huvudstaden Sucre. Nieve Airport ligger 151 meter över havet.
Terrängen runt Nieve Airport är mycket platt. Trakten runt Nieve Airport är nära nog obefolkad, med mindre än två invånare per kvadratkilometer..
Omgivningarna runt Nieve Airport är huvudsakligen savann.